# Mocidade Independente do Jardim Inamar
O Grêmio Recreativo Cultural Escola de Samba Mocidade Independente do Jardim Inamar é uma escola de samba de Diadema, SP. Foi fundada a partir de uma reunião de amigos, que se encontraram num bar local na época de Carnaval. Seu nome e cores foram escolhidos por votação.
Atualmente, a escola está no Grupo 2, e é uma das mais simples e admiradas da cidade, seus ensaios são normalmente realizados na Rua Capela, mais conhecida como Rua da Feira. A Mocidade esteve presente no Grupo 1 (Especial), nos anos de 2001 e 2007. Mas ainda não conseguiu obter uma sequencia de pelo menos 2 anos no grupo principal da cidade. Mesmo sem ter conquistado títulos na história do carnaval, a escola sempre arranja forças pra seguir em frente, apesar de muitas dificuldades, pode-se dizer que é a escola de samba mais guerreira da cidade.
No Ano de 2008, a escola entrou na avenida falando de futebol. Em 2009, a escola apresentou em seu desfile a história de seu bairro, o Jardim Inamar, levou um carro alegórico gigantesco para a avenida, levou mais de 200 componentes, e fez o público que estava nas arquibancadas da Av. Dr. Ulisses Guimarães ao delírio. Neste ano, foi a última a desfilar, por volta de 05h da manhã.
No ano de 2010, ocorreu desfiles mas não houve competição, levou cerca de 150 componentes, falando sobre circo, e mesmo assim, ganhou muitos aplausos do público, e a bateria conhecida como Cadência Pura, conquistou o Estandarte de Ouro em sua categoria. No ano de 2011, a agremiação falou de cinema, levou muitos elogios, mas não conseguiu convencer os jurados, e ficou na última colocação. Em 2012, quando homenageou a cidade, com um merecido desfile, mas teve algumas injustiças do corpo de jurados, por isso só conquistou o terceiro lugar, e ainda levou o Estandarte de Ouro no quesito Evolução.
No ano de 2013, por irregularidades na verba que iria ser distribuída as escolas de samba, não ocorreu desfiles, somente foi montado um palco na Av. Dr. Ulisses Guimarães, e as escolas se apresentaram simbolicamente, a Mocidade foi a última a se apresentar, por volta das 04h30 da manhã do Domingo de Carnaval, quando já estava praticamente vazio a avenida.
No ano de 2014, também não houve o desfiles das escolas de samba na cidade, e novamente, teve apresentações das agremiações. A Mocidade se apresentou as 23h30, em seguida, por volta de 0h, a sambista e intérprete Eliana de Lima fez um show para o público presente.

## Carnavais
| Ano  | Colocação            | Grupo | Enredo                                                                                         | Carnavalesco                 | Intérprete                                                                   |
| ---- | -------------------- | ----- | ---------------------------------------------------------------------------------------------- | ---------------------------- | ---------------------------------------------------------------------------- |
| 2000 | 2° lugar             | 2     |                                                                                                |                              |                                                                              |
| 2001 | 6° Lugar             | 1     |                                                                                                |                              |                                                                              |
| 2002 |                      | 2     | Sonho de um Viajante                                                                           |                              |                                                                              |
| 2003 |                      | 2     |                                                                                                |                              |                                                                              |
| 2004 |                      | Único | A Paz está em nossas mãos                                                                      |                              |                                                                              |
| 2005 |                      | 2     |                                                                                                |                              |                                                                              |
| 2006 | 2° lugar             | 2     |                                                                                                |                              |                                                                              |
| 2007 | 6° lugar             | 1     | Liberdade que te quero te ter                                                                  |                              |                                                                              |
| 2008 | 3° lugar             | 2     | Alerta Geral                                                                                   |                              |                                                                              |
| 2009 | 3º lugar             | 2     | O cheiro agradável que exala no ar, vem do Jardim Inamar                                       |                              | Andréia Silva, Silmara Cristina, Rodney Claudino, Flávia Franco e Mano Décio |
| 2010 | Não houve avaliação! | 2     | O circo. A magia começa aqui!                                                                  |                              | Silmara Cristina                                                             |
| 2011 | 4º lugar             | 2     | Cinema, a sétima arte cênica!                                                                  | Erick Sorriso e Katia Celina | Andréia Silva, Mano Décio, Flávia Franco, Rafael Carvalho e Caio Felipe      |
| 2012 | 3º lugar             | 2     | Diadema, da morada de jesuítas, a rota dos bandeirantes, ao esplendor da capital do progresso! | Erick Sorriso e Katia Celina | Andréia Silva, Mano Décio, Silmara Cristina e Rafael Carvalho                |
| 2013 | Não houve desfiles!  |       |                                                                                                |                              |                                                                              |
| 2014 | Não houve desfiles!  |       |                                                                                                |                              |                                                                              |
| 2015 | Não houve desfiles!  |       |                                                                                                |                              |                                                                              |
| 2016 | Não houve desfiles!  |       |                                                                                                |                              |                                                                              |